# Tom Kapinos
Tom Kapinos (Levittown, New York, 1969. július 12. –) amerikai televíziós író és forgatókönyvíró, legismertebb műve a főműsoridőben futó Kaliforgia.

## Fiatalkora
Kapinos 1969-ben született, Levittownban nőtt fel és 1987-ben az Island Trees Középiskolában érettségizett.

## Pályafutása
Kapinos az 1990-es évek közepén költözött New Yorkból Kaliforniába,  ahol 1999-ben Los Angelesben a Creative Artists Agencynél kezdett dolgozni mint  történetelemző. A Fox 2000 vette meg az első darabját, a „Szűz Máriát”, a címszerepet pedig Jennifer Anistonra osztották. Bár a filmet soha nem forgatták le, mikor a „Szűz Mária” szövegkönyve a  The film was never made, but after reading The Virgin Mary the producers of Dawson és a haverok producereihez került, Kapinos állásajánlatot kapott tőlük.
Ezután nekiállt a saját sorozatának, a Kaliforgiának, egy dráma-komédiának, ahol ő volt a főproducer és a szövegkönyvíró is.

## Filmográfia
- Kaliforgia
- Lucifer
- White Famous (2017)